# Brasil Tennis Cup 2014
Brasil Tennis Cup 2014 byl tenisový turnaj pořádaný jako součást ženského okruhu WTA Tour, který se hraje na otevřených dvorcích s tvrdým povrchem. Konal se mezi 23. únorem a 1. březnem 2014 v brazilském ostrovním městě Florianópolis jako 2. ročník turnaje.
Turnaj s rozpočtem 250 000 dolarů patřil do kategorie WTA International Tournaments. Nejvýše nasazenou hráčkou ve dvouhře byla Španělka Carla Suárezová Navarrová. Téměř po devíti letech si singlový titul na okruhu WTA Tour připsala Klára Zakopalová. Vítězství v ženské čtyřhře obhájila španělsko-kazašská Anabel Medinaová Garriguesová a Jaroslava Švedovová.

## Distribuce bodů a finančních odměn

### Distribuce bodů
| Soutěž      | Vítězové | F   | SF  | ČF | 16 v kole | 32 v kole | Q  | Q2 | Q1 |  |
| ----------- | -------- | --- | --- | -- | --------- | --------- | -- | -- | -- |  |
| dvouhra žen | 280      | 180 | 110 | 60 | 30        | 1         | 18 | 12 | 1  |  |
| čtyřhra žen | 280      | 180 | 110 | 60 | 1         |           |    |    |    |  |

### Finanční odměny
| Soutěž            | Vítězky  | Finalistky | Semifinalistky | Čtvrtfinalistky | 16 v kole | 32 v kole | Q   | Q2      | Q1    |  |
| ----------------- | -------- | ---------- | -------------- | --------------- | --------- | --------- | --- | ------- | ----- |  |
| dvouhra žen       | 43 000 $ | 21 400 $   | 11 500 $       | 6 175 $         | 3 400 $   | 2 100 $   | 0 $ | 1 020 $ | 600 $ |  |
| čtyřhra žen *     | 12 300 $ | 6 400 $    | 3 435 $        | 1 820 $         | 960 $     |           |     |         |       |  |
| * – částka na pár |          |            |                |                 |           |           |     |         |       |  |

## Ženská dvouhra

### Nasazení
| Stát      | Hráčka                       | WTA1) | Nasazení |
| --------- | ---------------------------- | ----- | -------- |
| Španělsko | Carla Suárezová Navarrová    | 16.   | 1.       |
| Španělsko | Garbiñe Muguruzaová          | 32.   | 2.       |
| Česko     | Klára Zakopalová             | 35.   | 3.       |
| Itálie    | Francesca Schiavoneová       | 43.   | 4.       |
| Rumunsko  | Monica Niculescuová          | 53.   | 5.       |
| Rumunsko  | Alexandra Cadanțuová         | 60.   | 6.       |
| Španělsko | María Teresa Torrová Florová | 63.   | 7.       |
| Argentina | Paula Ormaecheaová           | 65.   | 8.       |

- 1) Žebříček WTA k 17. únoru 2014.

### Jiné formy účasti
Následující hráčky obdržely divokou kartu do hlavní soutěže:
- Gabriela Céová
- Paula Cristina Gonçalvesová
- Beatriz Haddad Maiová

Následující hráčka nastoupila v soutěži, protože dostala speciální výjimku:
- Teliana Pereirová

Následující hráčky postoupily z kvalifikace:
- Alexandra Dulgheruová
- Mariana Duqueová Mariñová
- Sesil Karatančevová
- Danka Kovinićová
- Alizé Limová
- Alison Van Uytvancková

### Skrečování
- Alexandra Dulgheruová
- Monica Niculescuová

## Ženská čtyřhra

### Nasazení
| Stát          | Hráčka                        | Stát       | Hráčka                     | WTA1) | Nasazení |
| ------------- | ----------------------------- | ---------- | -------------------------- | ----- | -------- |
| Spojené státy | Vania Kingová                 | Česko      | Barbora Záhlavová-Strýcová | 81.   | 1.       |
| Rumunsko      | Monica Niculescuová           | Česko      | Klára Zakopalová           | 84.   | 2.       |
| Španělsko     | Anabel Medinaová Garriguesová | Kazachstán | Jaroslava Švedovová        | 89.   | 3.       |
| Chorvatsko    | Darija Juraková               | Slovinsko  | Andreja Klepačová          | 119.  | 4.       |

- 1) Žebříček WTA k 17. únoru 2014; číslo je součtem umístění obou členek páru.

### Jiné formy účasti
Následující páry obdržely divokou kartu do hlavní soutěže:
- Maria Fernanda Alvesová /  Beatriz Haddad Maiová
- Paula Cristina Gonçalvesová /  Laura Pigossiová

Následující pár nastoupil z pozice náhradníka:
- Julia Glušková /  Paula Kaniová

## Přehled finále

### Ženská dvouhra
- Klára Zakopalová vs.  Garbiñe Muguruzaová, 4–6, 7–5, 6–0

### Ženská čtyřhra
- Anabel Medinaová Garriguesová /  Jaroslava Švedovová vs.  Francesca Schiavoneová /  Sílvia Solerová Espinosová, 7–6(7–1), 2–6, [10–3]